# Куп Њемачке у фудбалу
Куп Њемачке је фудбалско куп такмичење које се организује од стране Фудбалског савеза Њемачке од 1935. године. То је друго најважније фудбалско такмичење у Њемачкој после Бундеслиге. Побједник такмичења учествује у Суперкупу Њемачке и квалификује се за Лигу Европе, уколико претходно није обезбедио пласман у Лигу шампиона играњем у првенству.

## Систем такмичења
У купу играју 64 екипе, по 18 из Бундеслиге и 2. Бундеслиге, најбоље 4 екипе из 3. Лиге, 21 екипа који су побједници купова регионалних савеза, а преостале 3 екипе су из регионалних савеза који имају највећи број клубова и они сами бирају која ће екипа учествовати у купу. Најчешће то буду финалисти купова тих регионалних савеза. Резервним екипама није дозвољено учествовање у купу. Такмичење се игра по једноструком куп систему.
У првом колу жреб се врши тако што се 64 екипе поделе у два шешира која имају по 32 екипе. У првом шеширу се налазе сви аматерске екипе и 4 екипе које су ушле у Другу Бундеслигу, а у другом шеширу се налазе екипе из Бундеслиге и преостале екипе из Друге Бундеслиге. Екипе из првог шешира су домаћини тих мечева. Финале купа се од 1985. игра на Олимпијском стадиону у Берлину сваке године.

## Успешност по клубовима
| Клуб                   | Побједник | Финалиста | Године освајања |
| ---------------------- | --------- | --------- | --- |
| Бајерн Минхен          | 20        | 4         | 1957, 1966, 1967, 1969, 1971, 1982, 1984, 1986, 1998, 2000, 2003, 2005, 2006, 2008, 2010, 2013, 2014, 2016, 2019, 2020 |
| Вердер Бремен          | 6         | 4         | 1961, 1991, 1994, 1999, 2004, 2009                                                                                     |
| Шалке 04               | 5         | 7         | 1937, 1972, 2001, 2002, 2011                                                                                           |
| Борусија Дортмунд      | 5         | 5         | 1965, 1989, 2012, 2017, 2021                                                                                           |
| Ајнтрахт Франкфурт     | 5         | 4         | 1974, 1975, 1981, 1988, 2018                                                                                           |
| Келн                   | 4         | 6         | 1968, 1977, 1978, 1983                                                                                                 |
| Штутгарт               | 4         | 3         | 1954, 1958, 1997, 2025                                                                                                 |
| Нирнберг               | 4         | 2         | 1935, 1939, 1962, 2007                                                                                                 |
| Хамбургер              | 3         | 3         | 1963, 1976, 1987 |
| Борусија Менхенгладбах | 3         | 2         | 1960, 1973, 1995 |
| Фортуна Диселдорф      | 2         | 5         | 1979, 1980 |
| Кајзерслаутерн         | 2         | 6         | 1990, 1996 |
| Бајер Леверкузен       | 2         | 3         | 1993, 2024 |
| Карлсруе               | 2         | 2         | 1955, 1956 |
| РБ Лајпциг             | 2         | 2         | 2022, 2023 |
| Дрезднер               | 2         | –         | 1940, 1941 |
| Минхен 1860            | 2         | –         | 1942, 1964 |
| Рот-Вајс Есен          | 1         | 1         | 1953 |
| Волфсбург              | 1         | 1         | 2015 |
| Бајер Урдинген         | 1         | –         | 1985 |
| Хановер 96             | 1         | –         | 1992 |
| Локомотива Лајпциг     | 1         | –         | 1936 |
| Кикерс Офенбах         | 1         | –         | 1970 |
| Рапид Беч              | 1         | –         | 1938 |
| Шварц-Вајс Есен        | 1         | –         | 1959 |
| Фирст Беч              | 1         | –         | 1943 |
| Дуизбург               | –         | 4         | – |
| Алеманија Ахен         | –         | 3         | – |
| Бохум                  | –         | 2         | – |
| Херта Берлин           | –         | 2         | – |
| Лајпциг                | –         | 1         | – |
| Борусија Нојнкирхен    | –         | 1         | – |
| Енерги Котбус          | –         | 1         | – |
| Фортуна Келн           | –         | 1         | – |
| Франкфурт              | –         | 1         | – |
| Херта Берлин 2         | –         | 1         | – |
| Луфтвафен Хамбург      | –         | 1         | – |
| Штутгартер кикерс      | –         | 1         | – |
| Унион Берлин           | –         | 1         | – |
| Валдхоф Манхајм        | –         | 1         | – |
| Фрајбург               | –         | 1         | – |
| Арминија Билефелд      | –         | 1         | – |